# 曲张错
曲张错（藏語：ཆུ་གྲང་མཚོ།，威利转写：chu grang mtsho，THL：Chudrang Tso）位于中国西藏自治区日喀则市昂仁县境内，地处昂仁县西南部，多雄藏布南岸，湖面海拔4760米，湖长4公里，最大宽1.6公里，平均宽1.5公里，面积6.1平方公里。219国道经过湖泊北岸。